# 漢文版ウィキペディア
漢文版ウィキペディア（かんぶんばんウィキペディア、維基大典）は、漢文で編集されているウィキペディアの一つである。2006年の旧暦七夕に新設された。

## 概要
主に中国語、日本語、朝鮮語、ベトナム語を母語とする東アジア系のウィキペディアンによって編集されている。存在が知られるにつれ中国史、世界史を中心に記事が増し、2020年2月時点でユーザー数は81,500人を越え、記事数は同2020年2月現在でおよそ10,000にのぼる。
字体は伝統的な繁体字に統一されている。また、算用数字も用いず漢数字で統一、年号も記事に即した地域のものを使用しているが、縦書きは技術的制限から断念し、トップページにのみ縦書きの漢詩を載せている。また、可読の便のため現代中国語に倣った句読点を採用している。
存命人物の伝記は作成しないという伝統があり、死去した人物の伝記のみを作成している。
開設された当初、中国語版ウィキペディアの一部のウィキペディアンの間で不満が生じ、漢文版ウィキペディアを不要だと主観的に考え、削除するよう提案した。しかし、より多くのウィキペディアンが削除に反対しことにより、漢文版ウィキペディアは存続された。また、2018年4月15日に一部のウィキペディアンがメタウィキ上で漢文版ウィキペディアの閉鎖を提案したが、漢文ウィキペディアのコミュニティからの強い抗議を受け、最終的に言語委員会は提案を却下した。

## 歴史
- 2006年7月31日 - 新設。
- 2007年4月4日 - 記事数が1000を超える。
- 2017年2月4日 - 記事数が5000を超える。
- 2019年10月29日 - 記事数が10000を超える。

## コミュニティ
2025年4月16日時点で、漢文版ウィキペディアには415,393編集、 13,590以上の記事があるほか、107,295人の登録ユーザーがおり、そのうち6人が管理者である。